# Rotylenchus uniformis
Rotylenchus uniformis är en rundmaskart. Rotylenchus uniformis ingår i släktet Rotylenchus och familjen Hoplolaimidae. Inga underarter finns listade i Catalogue of Life.